# Bill Roper
Bill Roper (n. 27 martie 1965, Concord, California) este un producător de jocuri video. 
Este autorul seriilor Diablo și Starcraft. A lucrat la Blizzard, după care a întemeiat propriul său studio de producție Flagship Studios.